# Pablo Giménez
Pablo Júnior Giménez (Juan de Mena, 29 giugno 1981) è un ex calciatore paraguaiano, di ruolo attaccante.

## Carriera

### Club
Ha giocato nella prima divisione paraguaiana, in quella brasiliana, in quella argentina ed in quella colombiana.

### Nazionale
Tra il 2001 ed il 2003 ha giocato 2 partite in nazionale. Ha partecipato ai Giochi Olimpici del 2004.